# Actenicerus
Actenicerus là một chi bọ cánh cứng trong họ 
Elateridae.
Chi này được miêu tả khoa học năm 1858 bởi Kiesenwetter.

## Các loài
Các loài trong chi này gồm:
- Actenicerus aerosus (Lewis, 1879)
- Actenicerus alternatus (Heyden, 1886)
- Actenicerus ashiaka Kishii, 1985
- Actenicerus athoides (Kishii, 1955)
- Actenicerus chokai (Kishii, 1966)
- Actenicerus defloratus (Schwarz, 1902)
- Actenicerus formosensis (Miwa, 1928)
- Actenicerus fruhstorferi (Schwarz, 1902)
- Actenicerus giganteus Kishii, 1975
- Actenicerus infirmus (Reitter, 1892)
- Actenicerus jeanvoinei Fleutiaux, 1936
- Actenicerus kiashianus (Miwa, 1928)
- Actenicerus kidonoi Ôhira, 2006
- Actenicerus kunimi (Kishii, 1966)
- Actenicerus kurilensis Dolin, 1987
- Actenicerus maculipennis (Schwarz, 1902)
- Actenicerus miyanourana (Kishii, 1968)
- Actenicerus montanus Kishii, 1998
- Actenicerus mushanus (Miwa, 1928)
- Actenicerus nagaoi Ôhira, 1967
- Actenicerus naomii Kishii, 1996
- Actenicerus nempta Kishii, 1996
- Actenicerus octomaculatus Kishii, 1978
- Actenicerus odaisanus (Miwa, 1928)
- Actenicerus ohbayashii Ôhira, 1964
- Actenicerus orientalis (Candèze, 1889)
- Actenicerus paulinoi (Desbrochers des Loges, 1873)
- Actenicerus pruinosus Motschulsky, 1861
- Actenicerus sjaelandicus (O. F. Müller, 1764)
- Actenicerus suzukii (Miwa, 1928)
- Actenicerus taishu Kishii, 1996
- Actenicerus takeshii Arimoto, 1992
- Actenicerus tesselatus (Fabricius, 1775)
- Actenicerus toyoshimai Arimoto & Watanabe, 1993
- Actenicerus tsugaru Kishii, 1978
- Actenicerus yaku Nakane & Kishii, 1958
- Actenicerus yamashiro Kishii, 1998